# Brügge (Spiel)
Brügge ist ein Gesellschaftsspiel des deutschen Autors Stefan Feld, das im Hans im Glück Verlag erschienen ist. Das ab 10 Jahren empfohlene Spiel dauert ungefähr eine Stunde und ist mit 2–4 Personen spielbar. Das Spiel stand aber unter anderem auf der Nominierungsliste zum Kennerspiel des Jahres 2013, errang beim Deutschen Spielepreis 2013 den 3. Platz und wurde im selben Jahr auch beim Gamers Choice Award nominiert.
Bei Brügge handelt es sich um ein Karten- und Würfelspiel. Thema des Spiels ist das Geschehen in der belgischen Stadt Brügge im 15. Jahrhundert. So erhalten typische mittelalterliche Themen wie Häuserbau, Erringen von politischer Macht oder Einflussnahme auf die Politik in das Spielgeschehen Einfluss. Passend dazu sind die Schachtel, das Spielbrett und das Kartenmaterial mit mittelalterlichen Motiven versehen. Es gibt zahlreiche Möglichkeiten, Siegpunkte zu erlangen, zum Beispiel Personenkarten, Häuserbau, Aufstieg im Rathaus oder Kanalbau. Die Spieler versuchen in jeder Runde, ihre Handkarten für unterschiedliche Aktionen einzusetzen.

## Spielausstattung
| - 1 Spielplan - 4 50/100er-Plättchen - 6 Statuenplättchen - 165 Karten - 50 Handlanger - 20 1-Gulden-Plättchen - 24 3-Gulden-Plättchen - 45 Bedrohungsmarker | - 40 Kanalplättchen - 4 große Spielersiegel - 4 kleine Spielersiegel - 8 Spielfiguren - 12 Mehrheitenmarker - 9 Übersichtskarten - 1 Startspielerwappen - 5 Würfel |

## Spielablauf

### Spielvorbereitung
Spielplan und Plättchen werden zurechtgelegt. Jeder Spieler erhält ein paar Gulden und Handlanger als Startkapital.

### Aktionen
Jede Runde wird mit 5 Würfeln gewürfelt. Danach kann jeder Spieler im Rathaus aufsteigen, wobei die gewürfelten Augenzahlen angeben, wie viel Gulden dafür zu bezahlen sind. Danach werden Bedrohungsmarker an die Spieler verteil, je nachdem welche Augenzahlen gewürfelt werden. Bedrohungsmarker lösen Nachteile für die Spieler aus. Die gewürfelten Augenzahlen geben an, wie viel Geld sich die Spieler in dieser Runde nehmen können. Nun ziehen die Spieler neue Karten nach und können danach nacheinander folgende Aktionen auslösen:
- Handlanger nehmen: Diese können gegen weitere spezielle Bonusaktionen eingetauscht werden oder zum Häuserbau verwendet werden.
- Gulden nehmen: Gulden werden zum Ausspielen von Personenkarten, zum Kanalbau und zum Aufstieg im Rathaus benötigt.
- Bedrohungsmarker zurücklegen: Der Spieler darf Bedrohungsmarker zurücklegen.
- Kanalbau: Der Spieler darf gegen Gulden ein Kanalplättchen bauen.
- Haus bauen: Der Spieler kann gegen das Abgeben eines Handlangers ein Haus bauen.
- Person ausspielen: Auf jeder Karte ist ein Personentext abgedruckt. Gegen Gulden kann er die Person ausspielen und erhält den entsprechenden Vorteil.

### Farben
Das Spiel benutzt 5 verschiedene Farben. Jede Karte hat eine eigene Farbe. Mit einer Farbe können immer nur Handlanger der entsprechenden Farbe genommen werden, Bedrohungsmarker der entsprechenden Farbe zurückgelegt werde oder Kanäle der entsprechenden Farbe gebaut werden. Diese Farben sind nicht mit den Spielerfarben zu verwechseln.

### Siegpunkte
Es gibt viele verschiedene Möglichkeiten, an Siegpunkte zu kommen:
- Personenkarten, die neben dem erwähnten Vorteil auch unterschiedliche Siegpunkte bringen
- Häuser, jeweils 1 Punkt pro errichtetem Haus.
- Vorteile von Personen: Manche Personen geben extra Siegpunkte je nachdem, was der Spieler während des Spielverlaufs sonst noch erreicht hat.
- Mehrheitenmarker: Hat der Spieler besonders viele Kanäle oder Häuser im Vergleich zu den Mitspielern gebaut, gibt dies zusätzlich Punkte.
- Kanal: Für gebaute Kanäle gibt es Siegpunkte.
- Aufstieg: Je nachdem, wie oft die Spieler zu Rundenbeginn im Rathaus aufgestiegen sind, gibt es Siegpunkte.

## Spielprinzip
Da man nicht weiß, welche Karten man in der darauffolgenden Runde zieht, kommt es bei Brügge weniger auf langfristige Planung an. Es geht vielmehr darum, die aktuelle Spielsituation so gut wie möglich zu optimieren.
Die Spielmechanismen hat Stefan Feld auch in seinem Spiel „Hamburg“, das 2022 bei Queen Games erschien, verarbeitet.

## Erweiterungen

### Brügge – Die Haustiere
2014 erschien die Mini-Erweiterung Die Haustiere. Sie führt die neue Personengruppe Haustiere ein, so dass nun jedes Haus von einer Person und einem Haustier bewohnt werden kann. Die Erweiterung besteht aus 17 Haustierkarten und vier Mehrheitsmarkern und war exklusiv auf der SPIEL '14 in Essen erhältlich, ist inzwischen aber auch regulär erhältlich.

### Brügge – Die Stadt am Zwin
2014 erschien auch große Erweiterung Brügge – Die Stadt am Zwin. Der Titel nimmt dabei Bezug auf den Zwin, einen als Folge einer Sturmflut im Jahr 1134 entstandener Seearm, der sich bis nach Brügge erstreckte und dieser über Kanäle den Zugang zum Meer bot.
Die Erweiterung besteht aus vier unterschiedlichen Modulen, welche einzeln oder auch in Kombination verwendet werden können:
Modul 1 – Neue Bürger
Dieses Modul erweitert das Spiel um 22 neue Personenkarten und führt zudem eine neue Personengruppe „Reisende“ ein (17 neue Karten).
Modul 2 – 5. Spieler
Mit diesem Modul kann das Spiel nun auch mit fünf Spielern gespielt werden, dazu werden die zusätzlichen Karten aus Modul 1 benötigt.
Modul 3 – Das Zwin
Durch dieses Modul wird der Kanalbau attraktiver gestaltet und ermöglicht dem Spieler der ein Kanalteil baut, sofort eine zusätzliche Funktion zu erkaufen. Die verfügbaren Funktionen ändern sich jede Runde und sind auf den neu eingeführten Schiffen dargestellt.
Modul 4 – Die Börse
Mit diesem Modul werden spezielle Börsenkarten eingeführt. Sie verbessern die bekannten sechs möglichen Aktionen des Grundspiels, können jedoch nur begrenzt oft genutzt werden.